# 15e étape du Tour de France 2010
Pour un article plus général, voir Tour de France 2010.
La 15e étape du Tour de France 2010 s'est déroulée le lundi 19 juillet 2010 entre Pamiers et Bagnères-de-Luchon sur 187 km. Elle est remportée par le français Thomas Voeckler. Après Christophe Riblon la veille, Sandy Casar et Sylvain Chavanel dans les jours précédents c'est la cinquième victoire d'étape française et la deuxième consécutive. Il faut remonter à l'édition 2004 pour trouver deux victoires tricolores de rang et à l'édition 1997 pour trouver trace de cinq victoires d'étapes françaises.
Cette étape est également celle de la prise du maillot jaune par Alberto Contador. Il a profité, lors de l'ascension du Port de Balès, d'un saut de chaîne d'Andy Schleck pour répliquer, celui-ci ayant justement cassé son dérailleur en attaquant l'espagnol.

## Profil de l'étape
Le début d'étape est légèrement vallonné, avec notamment la côte de Carla-Bayle (3,1 km à 4,1 %), une côte de quatrième catégorie dont le sommet est au km 30, et un sprint intermédiaire (km 55). À partir du km 71, le parcours emprunte de longs faux plats montants, en passant par la zone de ravitaillement à Aucazein (km 91.5), pendant une trentaine de kilomètres. Ensuite, les coureurs enchaînent le col du Portet-d'Aspet (5,8 km à 6,8 %) et le col des Ares (6,1 km à 4,7 %), deux ascensions de deuxième catégorie dont les sommets sont aux km 105 et 126.5, et un sprint intermédiaire (km 136). Dix kilomètres de plats et de faux plats montants plus loin, les coureurs abordent le Port de Balès (19,3 km à 6,1 %), une montée hors-catégorie dont le sommet est au km 166. L'arrivée est jugée à Bagnères-de-Luchon, après 187,5 km de course depuis Pamiers, à travers l'Ariège, la Haute-Garonne et les Hautes-Pyrénées.

## La course
Les nombreuses attaques sont systématiquement reprises par le peloton en début d'étape. Les tentatives de Pavel Brutt, puis de Jérôme Pineau et Johan Vansummeren sont ainsi vouées à l'échec. La vitesse élevée dissuade même les protagonistes du classement de la montagne de s'expliquer dans la côte de Carla-Bayle, où Pierrick Fédrigo (BBox Bouygues Telecom) passe en tête, devant Thor Hushovd (Cervélo TestTeam) et Alessandro Petacchi (Lampre-Farnese). Ces derniers sont attendus pour le premier sprint intermédiaire, mais ne figurent pas dans le trio de tête, contrairement à Pineau, longtemps porteur sur cette édition du maillot à pois. Ensuite, les tentatives d'échappées reprennent de plus belle. Martin Elmiger (AG2R La Mondiale) et Nicolas Vogondy (BBox Bouygues Telecom), notamment, s'y essayent, en vain.
Brian Vandborg (Liquigas-Doimo) et Luke Roberts (Team Milram) parviennent à s'extirper du peloton au km 90. Ils sont suivis dans un premier temps par Johan Vansummeren (Garmin-Transitions), Serguei Ivanov (Team Katusha), Alessandro Ballan (BMC Racing), Francesco Reda (Quick Step) et Aitor Pérez Arrieta (Footon-Servetto), puis par Lloyd Mondory (AG2R La Mondiale), Thomas Voeckler et Sébastien Turgot (BBox Bouygues Telecom). Les hommes de tête prennent rapidement le large, ayant 5 min 40 s d'avance au km 100, atteignant le col de Portet-d’Aspet 7 min 40 s avant le peloton, sur lequel ils possèdent un maximum de 10 min 45 s, sur la ligne du deuxième sprint intermédiaire. Les Team Saxo Bank vont alors enclencher la poursuite, et le peloton commence l'ascension du Port de Balès avec 9 minutes de retard sur les échappés.
Dans la première partie de l'ascension, il ne se passe pas grand-chose. Les échappés continuent de bien collaborer, et les Saxo Bank impriment un rythme élevé en tête du peloton, dans le but d'user leurs adversaires. À mi-pente, Ivanov attaque. Il est suivi par Ballan, Vansummeren, Perez Arrieta, Vandborg et Voeckler. Puis, ce dernier accélère à son tour et lâche ses compagnons d'échappée. Dans le peloton, Nicolas Roche (AG2R La Mondiale) est victime d'une crevaison, mais parvient à recoller.
Andy Schleck (Team Saxo Bank) prend alors les commandes du groupe. Seuls Alberto Contador (Astana), Samuel Sánchez (Euskaltel-Euskadi), Denis Menchov (Rabobank) et Jurgen Van den Broeck (Omega Pharma-Lotto) peuvent suivre. Les cinq hommes vont temporiser, et une dizaine de coureurs reviennent. Schleck relance, seulement suivi par Alexandre Vinokourov (Astana). Le maillot jaune est alors victime d'un saut de chaîne. Contador attaque. Il est suivi par Sanchez et Menchov. Schleck termine l'ascension en compagnie de Van Den Broeck et Vinokourov. Au sommet, l'écart entre les deux trios est de 17 secondes.
Voeckler a franchi le Port de Balès en tête, 1 min 30 s devant Alessandro Ballan et Aitor Pérez. Dans la descente, Sánchez, très bon descendeur, apporte une aide précieuse à Contador, et Menchov suit sans peine. Andy Schleck, bien aidé par Jurgen Van Den Broeck, prend tous les risques pour sauver son maillot jaune, tandis que Vinokourov ne prend aucun relais. Voeckler, bien loin de toutes ces considérations, file vers la victoire d'étape. Il franchit la ligne d'arrivée en vainqueur, avec 1 min 20 s d'avance sur ses deux poursuivants. Finalement, l'écart entre le groupe Contador et le groupe Schleck est de 39 s. Alberto Contador reprend ainsi le maillot jaune à Andy Schleck pour 8 secondes. En ce qui concerne la dernière marche du podium, la situation entre Samuel Sanchez et Denis Menchov reste inchangée.
Sur le podium protocolaire, Contador endosse le maillot jaune sous les sifflets d'une partie du public.

## Sprints intermédiaires
| Premier   | Jeremy Hunt     | 6 pts. |
| Deuxième  | Christian Knees | 4 pts. |
| Troisième | Jérôme Pineau   | 2 pts. |

| Premier   | Sébastien Turgot | 6 pts. |
| Deuxième  | Lloyd Mondory    | 4 pts. |
| Troisième | Serguei Ivanov   | 2 pts. |

## Côtes
| Premier   | Pierrick Fédrigo    | 3 pts |
| Deuxième  | Thor Hushovd        | 2 pts |
| Troisième | Alessandro Petacchi | 1 pt  |

| Premier   | Thomas Voeckler     | 10 pts |
| Deuxième  | Sébastien Turgot    | 9 pts  |
| Troisième | Lloyd Mondory       | 8 pts  |
| Quatrième | Brian Vandborg      | 7 pts  |
| Cinquième | Aitor Pérez Arrieta | 6 pts  |
| Sixième   | Sergueï Ivanov      | 5 pts  |

| Premier   | Thomas Voeckler   | 10 pts |
| Deuxième  | Sébastien Turgot  | 9 pts  |
| Troisième | Brian Vandborg    | 8 pts  |
| Quatrième | Johan Vansummeren | 7 pts  |
| Cinquième | Sergueï Ivanov    | 6 pts  |
| Sixième   | Francesco Reda    | 5 pts  |

| Premier   | Thomas Voeckler     | 40 pts |
| Deuxième  | Aitor Pérez Arrieta | 36 pts |
| Troisième | Alessandro Ballan   | 32 pts |
| Quatrième | Johan Vansummeren   | 28 pts |
| Cinquième | Brian Vandborg      | 24 pts |
| Sixième   | Lloyd Mondory       | 20 pts |
| Septième  | Sergueï Ivanov      | 16 pts |
| Huitième  | Alberto Contador    | 14 pts |
| Neuvième  | Denis Menchov       | 12 pts |
| Dixième   | Luke Roberts        | 10 pts |

## Classement de l'étape
| Classement de la 15e étape | Classement de la 15e étape | Classement de la 15e étape | Classement de la 15e étape | Classement de la 15e étape |
|                            | Coureur                    | Pays                       | Équipe                     | Temps                      |
| -------------------------- | -------------------------- | -------------------------- | -------------------------- | -------------------------- |
| 1er                        | Thomas Voeckler            | FRA                        | BBox Bouygues Telecom      | en 4 h 45 min 51 s         |
| 2e                         | Alessandro Ballan          | ITA                        | BMC Racing                 | + 1 min 20 s               |
| 3e                         | Aitor Pérez Arrieta        | ESP                        | Footon-Servetto            | + 1 min 20 s               |
| 4e                         | Lloyd Mondory              | FRA                        | AG2R La Mondiale           | + 2 min 50 s               |
| 5e                         | Luke Roberts               | AUS                        | Team Milram                | + 2 min 50 s               |
| 6e                         | Francesco Reda             | ITA                        | Quick Step                 | + 2 min 50 s               |
| 7e                         | Alberto Contador           | ESP                        | Astana                     | + 2 min 50 s               |
| 8e                         | Samuel Sánchez             | ESP                        | Euskaltel-Euskadi          | + 2 min 50 s               |
| 9e                         | Denis Menchov              | RUS                        | Rabobank                   | + 2 min 50 s               |
| 10e                        | Brian Vandborg             | DEN                        | Liquigas-Doimo             | + 2 min 50 s               |
| modifier                   |                            |                            |                            |                            |

## Classement général
| Classement général à la 15e étape | Classement général à la 15e étape | Classement général à la 15e étape | Classement général à la 15e étape | Classement général à la 15e étape |
|                                   | Coureur                           | Pays                              | Équipe                            | Temps                             |
| --------------------------------- | --------------------------------- | --------------------------------- | --------------------------------- | --------------------------------- |
| 1er                               | Alberto Contador                  | ESP                               | Astana                            | en 72 h 50 min 42 s               |
| 2e                                | Andy Schleck                      | LUX                               | Team Saxo Bank                    | + 8 s                             |
| 3e                                | Samuel Sánchez                    | ESP                               | Euskaltel-Euskadi                 | + 2 min 0 s                       |
| 4e                                | Denis Menchov                     | RUS                               | Rabobank                          | + 2 min 13 s                      |
| 5e                                | Jurgen Van den Broeck             | BEL                               | Omega Pharma-Lotto                | + 3 min 39 s                      |
| 6e                                | Robert Gesink                     | NED                               | Rabobank                          | + 5 min 1 s                       |
| 7e                                | Levi Leipheimer                   | USA                               | Team RadioShack                   | + 5 min 25 s                      |
| 8e                                | Joaquim Rodríguez                 | ESP                               | Team Katusha                      | + 5 min 45 s                      |
| 9e                                | Alexandre Vinokourov              | KAZ                               | Astana                            | + 7 min 12 s                      |
| 10e                               | Ryder Hesjedal                    | CAN                               | Garmin-Transitions                | + 7 min 51 s                      |
| modifier                          |                                   |                                   |                                   |                                   |

## Classements annexes

### Classement par points
| Classement par points | Classement par points | Classement par points | Classement par points | Classement par points |
| --------------------- | --------------------- | --------------------- | --------------------- | --------------------- |
|                       | Coureur               | Pays                  | Équipe                | Point(s)              |
| 1er                   | Alessandro Petacchi   | ITA                   | Lampre-Farnese        | 187 points            |
| 2e                    | Thor Hushovd          | NOR                   | Cervélo TestTeam      | 185 pts               |
| 3e                    | Mark Cavendish        | GBR                   | Team HTC-Columbia     | 162 pts               |
| modifier              |                       |                       |                       |                       |

### Classement du meilleur grimpeur
| Classement du meilleur grimpeur | Classement du meilleur grimpeur | Classement du meilleur grimpeur | Classement du meilleur grimpeur | Classement du meilleur grimpeur |
| ------------------------------- | ------------------------------- | ------------------------------- | ------------------------------- | ------------------------------- |
|                                 | Coureur                         | Pays                            | Équipe                          | Point(s)                        |
| 1er                             | Anthony Charteau                | FRA                             | BBox Bouygues Telecom           | 115 points                      |
| 2e                              | Jérôme Pineau                   | FRA                             | Quick Step                      | 92 pts                          |
| 3e                              | Thomas Voeckler                 | FRA                             | BBox Bouygues Telecom           | 82 pts                          |
| modifier                        |                                 |                                 |                                 |                                 |

### Classement du meilleur jeune
| Classement général du meilleur jeune | Classement général du meilleur jeune | Classement général du meilleur jeune | Classement général du meilleur jeune | Classement général du meilleur jeune |
|                                      | Coureur                              | Pays                                 | Équipe                               | Temps                                |
| ------------------------------------ | ------------------------------------ | ------------------------------------ | ------------------------------------ | ------------------------------------ |
| 1er                                  | Andy Schleck                         | LUX                                  | Team Saxo Bank                       | en 72 h 50 min 50 s                  |
| 2e                                   | Robert Gesink                        | NED                                  | Rabobank                             | + 4 min 53 s                         |
| 3e                                   | Roman Kreuziger                      | CZE                                  | Liquigas-Doimo                       | + 7 min 50 s                         |
| modifier                             |                                      |                                      |                                      |                                      |

### Classement par équipes
| Classement par équipes | Classement par équipes | Classement par équipes | Classement par équipes |
|                        | Équipe                 | Pays                   | Temps                  |
| ---------------------- | ---------------------- | ---------------------- | ---------------------- |
| 1re                    | Team RadioShack        | États-Unis             | en 218 h 42 min 52 s   |
| 2e                     | Caisse d'Épargne       | Espagne                | + 4 min 27 s           |
| 3e                     | Rabobank               | Pays-Bas               | + 17 min 23 s          |
| modifier               |                        |                        |                        |

## Abandon
- Mauro Santambrogio (BMC Racing) : abandon